# Warhammer 40,000: Rites of War
Warhammer 40,000: Rites of War — відеогра жанру покрокової стратегії, розроблена студією DreamForge на основі настільного варгейму Warhammer 40,000 від компанії Games Workshop. Гру було видано в 1999 році компанією Strategic Simulations, Inc. для Microsoft Windows.

## Ігровий процес
Гравець в покроковому режимі керує арміями, які переміщуються по полю з шестикутною розміткою. Зберегти прогрес можна в будь-якому місці, але програна місія означає кінець кампанії. Армія гравця складається з юнітів, які можуть представляти і загін бійців, і одну істоту/техніку. При втратах в загоні їхня сила зменшується, тоді як одиничний юніт залишається так само сильним до самого знищення. Склад армії гравець може міняти перед кожною місією. За зароблені в битвах очки Слави (англ. Glory) можна наймати нові війська. Юніти переходять з місії в місію, накопичуючи досвід та стаючи більш ефективними, максимум розвиваючись до 10-го рівня.
Бої відбуваються на полях, розмічених на шестикутники (гекси). Кожен юніт займає один гекс. На виконання більшості місій дається 40 ходів. Місії включають основні та додаткові завдяння. На початку ходу гравець вибирає потрібних юнітів та віддає накази: атакувати чи переміщуватися. Кнопкою «Відпочинок» (англ. Rest) можна полікувати юніта, але тільки якщо поряд з ним немає жодного ворога, і якщо юніт не переміщувався в цей хід. Бій буває двох видів — рукопашна сутичка і стрілянина. При цьому існують юніти, які мають лише зброю ближнього бою, або лише дальнього. При наведенні курсора на атакованого юніта з'являється табличка з описом результатів майбутньої атаки. Військам можна видавати артефакти, які змінюють їхні характеристики. Існують конкретні артефакти для кожної раси.
Перед початком місії гравець може купити «Стратегію» (англ. Strategy) — спеціальну можливість, і застосувати її в будь-який момент бою. Наприклад, поставити на гекс міну, або миттєво вилікувати юніта.
Ландшафт має різну прохідність, вона вища на дорогах і утруднюється в лісах, горах, річках, морях і болотах. Проте узвишшя також збільшують дальність стрільби, огляду та розгін колісної техніки. На карті присутні будівлі, помістивши куди юніт, його можна вилікувати або поповнити загін. Також там можна знайти додатковий досвід, артефакт, нові війська, або ж натрапити на засідку.

## Сюжет
Елдари Штучного світу Янден, занепокоєні присутністю людей на своїй колишній планеті Давінус (англ. Davinuus), посилають туди війська аби повернути древні артефакти свого народу. Гравець допомагає військам Жалких Скорпіонів захистити храм і добути особливо цінні Камені душ. Згодом Провидець елдарів отримує видіння сум'яття та чогось «голодного» в майбутньому. Гравець вирушає в пустелю, де зазнав аварії транспорт елдарів. Імперські війська тим часом готують контрнаступ, чому слід завадити.
Елдари розбивають сили противника в регіоні та отримують підкріплення. Вони знищують людські сили, що потрапили в оточення, і визволяють полонених елдарів. Проте, незважаючи на успіхи, Провидець продовжує відчувати загрозу. Елдари виявляють, що на планеті завелися генокради і готують прибуття флоту тиранідів. Вони борються з чудовиськами і гібридами генокрадів з людьми, які заволоділи військовою технікою. Перед лицем такої загрози елдари об'єднуються з силами Імперіуму, зокрема Сестрами битви. Паралельно вони продовжують порятунок артефактів своїх предків.
На материк висаджуються сили тиранідів і, крім постійних нападів, заволодівають елдарськими реліквіями. Гравець супроводжує Провидця Кріасанта до стародавніх мегалітів, за допомогою яких можна буде дати відпір ворогові. Гравець вбиває особливо сильних тиранідів — зоантропів, та рятує потужний імперський танк Ленд Рейдер. З новими силами союзники відвойовують захоплені позиції. Елдари атакують зведені тиранідами структури і збираються створити Аватара Кхейна — втілення свого божества війни. Військам вдається знищити джерело поширення генокрадів і знайти місцерозташування Тирана Вулика, котрий командує тиранідами на планеті. Для протистояння йому елдари вводять в битву Аватара Кхейна. Той вбиває Тирана, після чого основний флот втрачає сигнал з Давінуса і повертає назад. Елдари ж оголошують, що Аватар тепер поведе їх до нових перемог.

## Інше
Відеогра заснована на 3-ій редакції правил настільної гри, випущеній 1998-го року. Через це вигляд деяких юнітів (а тиранідів особливо) сильно відрізняється від прийнятого тепер (у 9-й редакції 2020-го).